# Natació al Campionat del Món de natació de 2013 – 200 m braça masculí
Els 200 metres braça masculí es van celebrar entre el 1 i 2 d'agost de 2013 al Palau Sant Jordi a Barcelona.

## Rècords
Els rècords del món abans de començar la prova:
| Rècord del món       | Akihiro Yamaguchi, Japó       | 2:07.01 | Gifu, Japó   | 15 de setembre de 2012 |
| Rècord del campionat | Christian Sprenger, Austràlia | 2:07.31 | Roma, Itàlia | 30 de juliol de 2009   |

Durant el transcurs de la prova es va batre el rècord dels campionats, fixant-lo en els següents temps:
| Data      | Sèrie | Nom           | País    | Temps   | Rècord |
| --------- | ----- | ------------- | ------- | ------- | ------ |
| 2 d'agost | Final | Dániel Gyurta | Hongria | 2:07.23 | CR     |

## Resultats
NR: Rècord Nacional
EU: Rècord europeu
CR: Rècord dels campionats

### Sèries[1]
| Posició | Sèrie | Carrer | Nom                     | País                           | Temps   | Notes |
| ------- | ----- | ------ | ----------------------- | ------------------------------ | ------- | ----- |
| 1       | 5     | 2      | Marco Koch              | Alemanya                       | 2:09.39 | Q     |
| 2       | 3     | 5      | Andrew Willis           | Regne Unit                     | 2:09.91 | Q     |
| 3       | 5     | 4      | Dániel Gyurta           | Hongria                        | 2:09.94 | Q     |
| 4       | 3     | 7      | Matti Mattsson          | Finlàndia                      | 2:10.16 | Q, NR |
| 5       | 3     | 4      | Akihiro Yamaguchi       | Japó                           | 2:10.17 | Q     |
| 6       | 5     | 5      | Ryo Tateishi            | Japó                           | 2:10.41 | Q     |
| 7       | 3     | 3      | Giedrius Titenis        | Lituània                       | 2:10.70 | Q     |
| 8       | 5     | 3      | Vyacheslav Sinkevich    | Rússia                         | 2:10.82 | Q     |
| 9       | 3     | 6      | Laurent Carnol          | Luxemburg                      | 2:10.94 | Q     |
| 10      | 4     | 8      | Tomáš Klobučník         | Eslovàquia                     | 2:11.00 | Q, NR |
| 11      | 4     | 5      | Kevin Cordes            | Estats Units                   | 2:11.40 | Q     |
| 12      | 3     | 2      | Marat Amaltdinov        | Rússia                         | 2:11.41 | Q     |
| 13      | 4     | 3      | Christian vom Lehn      | Alemanya                       | 2:11.45 | Q     |
| 14      | 4     | 4      | Michael Jamieson        | Regne Unit                     | 2:11.47 | Q     |
| 15      | 5     | 6      | B.J. Johnson            | Estats Units                   | 2:11.64 | Q     |
| 16      | 5     | 7      | Panagiotis Samilidis    | Grècia                         | 2:11.71 | Q     |
| 17      | 4     | 2      | Mao Feilian             | R.P. de la Xina                | 2:11.81 |       |
| 18      | 4     | 7      | Luca Pizzini            | Itàlia                         | 2:11.93 |       |
| 19      | 5     | 1      | Mikolaj Machnik         | Polònia                        | 2:11.98 |       |
| 20      | 3     | 1      | Sławomir Kuczko         | Polònia                        | 2:12.21 |       |
| 21      | 5     | 8      | Dimitrios Koulouris     | Grècia                         | 2:12.87 |       |
| 22      | 4     | 6      | Glenn Snyders           | Nova Zelanda                   | 2:13.10 |       |
| 23      | 2     | 3      | Carlos Almeida          | Portugal                       | 2:13.21 | NR    |
| 24      | 3     | 0      | Ashton Baumann          | Canadà                         | 2:13.46 |       |
| 25      | 2     | 8      | Dmitriy Balandin        | Kazakhstan                     | 2:13.53 |       |
| 26      | 5     | 0      | Jorge Murillo           | Colòmbia                       | 2:14.06 |       |
| 27      | 3     | 8      | Ju Jang-Hun             | Corea del Sud                  | 2:14.79 |       |
| 28      | 2     | 6      | Gal Nevo                | Israel                         | 2:14.94 |       |
| 29      | 2     | 1      | Anton Sveinn McKee      | Islàndia                       | 2:15.12 |       |
| 30      | 2     | 5      | Carlos Claverie         | Veneçuela                      | 2:15.76 | NR    |
| 31      | 4     | 1      | Ihor Borysyk            | Ucraïna                        | 2:15.84 |       |
| 32      | 2     | 4      | Sandeep Sejwal          | Índia                          | 2:16.05 |       |
| 33      | 2     | 2      | Jakub Maly              | Àustria                        | 2:16.12 |       |
| 34      | 4     | 9      | Pavel Kapylou           | Belarús                        | 2:16.68 |       |
| 35      | 4     | 0      | Christian Schurr Voight | Mèxic                          | 2:17.62 |       |
| 36      | 2     | 7      | Eladio Carrion          | Puerto Rico                    | 2:17.82 |       |
| 37      | 3     | 9      | Irakli Bolkvadze        | Geòrgia                        | 2:18.23 |       |
| 38      | 2     | 0      | Joshua Hall             | Filipines                      | 2:19.16 |       |
| 39      | 5     | 9      | Nuttapong Ketin         | Tailàndia                      | 2:19.71 |       |
| 40      | 2     | 9      | Damir Davletbaev        | Kirguizstan                    | 2:25.73 |       |
| 41      | 1     | 4      | Eli Ebenezer Wong       | Illes Mariannes Septentrionals | 2:23.75 |       |
| 42      | 1     | 5      | Alexandros Axiotis      | Zàmbia                         | 2:34.43 |       |
| 43      | 1     | 3      | Ashraf Hassan           | Maldives                       | 2:55.19 |       |

### Semifinals[2]

#### Semifinal 1
| Posició | Carrer | Nom                  | País       | Temps   | Notes |
| ------- | ------ | -------------------- | ---------- | ------- | ----- |
| 1       | 4      | Andrew Willis        | Regne Unit | 2:09.11 | Q     |
| 2       | 6      | Vyacheslav Sinkevich | Rússia     | 2:09.47 | Q     |
| 3       | 1      | Michael Jamieson     | Regne Unit | 2:09.62 | Q     |
| 4       | 5      | Matti Mattsson       | Finlàndia  | 2:09.96 | Q, NR |
| 5       | 3      | Ryo Tateishi         | Japó       | 2:10.01 | Q     |
| 6       | 8      | Panagiotis Samilidis | Grècia     | 2:11.21 |       |
| 7       | 2      | Tomáš Klobučník      | Eslovàquia | 2:11.56 |       |
| 8       | 7      | Marat Amaltdinov     | Rússia     | 2:13.06 |       |

#### Semifinal 2
| Posició | Carrer | Nom                | País         | Temps   | Notes |
| ------- | ------ | ------------------ | ------------ | ------- | ----- |
| 1       | 5      | Dániel Gyurta      | Hongria      | 2:08.50 | Q     |
| 2       | 4      | Marco Koch         | Alemanya     | 2:08.61 | Q     |
| 3       | 3      | Akihiro Yamaguchi  | Japó         | 2:10.00 | Q     |
| 4       | 7      | Kevin Cordes       | Estats Units | 2:10.03 |       |
| 5       | 1      | Christian vom Lehn | Alemanya     | 2:10.12 |       |
| 6       | 6      | Giedrius Titenis   | Lituània     | 2:10.17 |       |
| 7       | 8      | B.J. Johnson       | Estats Units | 2:10.79 |       |
| 8       | 2      | Laurent Carnol     | Luxemburg    | 2:11.73 |       |

### Final[3]
| Posició | Carrer | Nom                  | País       | Temps   | Notes  |
| ------- | ------ | -------------------- | ---------- | ------- | ------ |
| 1       | 4      | Dániel Gyurta        | Hongria    | 2:07.23 | CR, EU |
| 2       | 5      | Marco Koch           | Alemanya   | 2:08.54 |        |
| 3       | 7      | Matti Mattsson       | Finlàndia  | 2:08.95 | NR     |
| 4       | 3      | Andrew Willis        | Regne Unit | 2:09.13 |        |
| 5       | 2      | Michael Jamieson     | Regne Unit | 2:09.14 |        |
| 6       | 6      | Vyacheslav Sinkevich | Rússia     | 2:09.34 |        |
| 7       | 1      | Akihiro Yamaguchi    | Japó       | 2:09.57 |        |
| 8       | 8      | Ryo Tateishi         | Japó       | 2:10.28 |        |